# Palaeontology
Palaeontology är en vetenskaplig tidskrift inom paleontologi som ges ut av The Palaeontological Association. som ges ut av Wiley-Blackwell.